# Edmund Musgrave Barttelot
Edmund Musgrave Barttelot, född 28 mars 1859 i Sussex, död 19 juli 1888, var en engelsk Afrikaresande, ökänd för sitt brutala beteende som befälhavare över eftertruppen i Henry Morton Stanleys expedition för att undsätta Emin Pascha.
Barttelot deltog i fälttågen i Afghanistan 1880–1881 samt i Egypten och Sudan 1882–1887, och slöt sig därefter till Stanleys Emin Pascha-expedition, där han fick befälet över eftertruppen. Han mördades den 19 juli 1888, efter att enligt Stanley ha misshandlat de "infödingar" som stod under hans befäl. Hans bror, major Walter George Barttelot, gav till hans försvar ut The Life of Edmund Musgrave Barttelot (1890), med utdrag ur Barttelots dagböcker. Barttelot har ofta pekats ut som en inspiration till Kurtz i Joseph Conrads roman Mörkrets hjärta.